# Sandra Gallego
Sandra Gallego Vicario (Barcelona, Cataluña, 12 de enero de 1976) es una  exjugadora española de baloncesto profesional. Jugó la mayor parte de su carrera deportiva en el Universitari Barcelona, la sección de básquet femenino del FC Barcelona. La característica que la definía como jugadora era su letal tiro exterior. Participante en el concurso de triples ACB 2001 en Valladolid.

## Trayectoria
- 1990-1994 Segle XXI
- 1994-2001: CBF Universitari de Barcelona (Liga Femenina)
- 2001-2003: Mann Filter Zaragoza (Liga Femenina)
- 2003-2007: CBF Universitari de Barcelona -  FC Barcelona(Liga Femenina)
- 2007-2008: CB Olesa - Espanyol (Liga Femenina)

## Palmarés con la selección española

### Absoluta
- Eurobasket 2001 ( Francia)
- Eurobasket 2005 ( Turquía)
- Juegos Mediterráneos 2005 ( Almería)

### Categorías inferiores
- Europeo U18 1994 ( Veliko Tarnovo) – Máxima anotadora
- Europeo U16 1993 ( Poprad)